# Pusztaberki
Pusztaberki (szlovákul: Berok vagy Pustý Berok) község Nógrád vármegyében, a Rétsági járásban.

## Fekvése
A vármegye nyugati részén fekszik. Budapesttől 55 kilométerre, a Börzsöny és a Cserhát hegységek közötti völgyben. Lakott területét lombhullató és tűlevelű erdők veszik körül, így tiszta és egészséges a levegője, szép a környezete. A települést átöleli a Börzsöny keleti lejtőin eredő Derék-patak, amely az Ipolyba torkollik.

### Megközelítése
Csak közúton közelíthető meg, a 22-es főútból kiágazó, 22 102-es számú mellékúton. Ez az út a főút 4+400-as kilométerszelvénye közelében indul, Rétságtól északra, Pusztaberki és Tereske közigazgatási határán, nem messze a két település és Érsekvadkert hármashatárától. A falut elhagyva Horpácsig húzódik tovább, ahol beletorkollik a 2202-es útba.

## Története
A község neve egy 1379. évi határjárási jegyzőkönyvben fordul elő először, majd 1383-ban az Óbudai káptalan jegyzőkönyvében is szerepel. 1579-es török kincstári adatok szerint házainak száma 42, lakosainak száma 177 fő. A község valószínűleg a törökök hatására az eredeti helyéről a főúttól távolabb eső, védettebb völgybe települt át és jelenlegi helyén 1851-ben Berki-Puszta néven említik a krónikások. A törökök kiűzése után települt be újra és hozzátartozik még Vörösharaszt puszta is, de az 1715–1720-as évi összeírásokban nincs följegyezve. Szent Mihály tiszteletére ajánlott kápolnáját a Bodonyi család építette az 1700-as években. Régi templomának csak a helyét ismerjük, a faluhely dűlőben volt, ahol helyét sokáig egy fakereszt őrizte. Pusztaberki mezőgazdasági adottságai közepesek, a lakosság nagy része évszázadokra visszamenőleg földművelésből élt, de a helyi termelőszövetkezet megszűnésével munkalehetőség a községben szinte alig volt, ezért a fiatalok a közeli nagyobb települések és a főváros ipari ágazataiban helyezkedtek el. Ezzel együtt sokan elköltöztek a faluból.

## Közélete

### Polgármesterei
- 1990–1994: Ifj. Árpás Károly (független)[4]
- 1994–1998: Árpás Károly (független)[5]
- 1998–2002: Árpás Károly (független)[6]
- 2002–2006: Árpás Károly (független)[7]
- 2006–2010: Árpás Károly (független)[8]
- 2010–2014: Brindza Sándor László (független)[9]
- 2014–2019: Brindza Sándor László (független)[10]
- 2019–2024: Kurisné Nagy Bernadett (független)[11]
- 2024– : Kurisné Nagy Bernadett (független)[1]

## Népesség
A település népességének változása:
| Lakosok száma | 128  | 123  | 124  | 174  | 179  | 196  | 190  |
|               | 2013 | 2014 | 2015 | 2021 | 2022 | 2023 | 2024 |

2001-ben a település lakosságának 98%-a magyar, 2%-a szlovák nemzetiségűnek vallotta magát.
A 2011-es népszámlálás során a lakosok 82,5%-a magyarnak, 14,2% szlováknak mondta magát (17,5% nem nyilatkozott; a kettős identitások miatt a végösszeg nagyobb lehet 100%-nál). A vallási megoszlás a következő volt: római katolikus 49,2%, református 6,7%, evangélikus 0,8%, görögkatolikus 0,8%, felekezeten kívüli 5,8% (35,8% nem nyilatkozott).
2022-ben a lakosság 95,5%-a vallotta magát magyarnak, 1,1% németnek, 3,4% egyéb, nem hazai nemzetiségűnek (4,5% nem nyilatkozott; a kettős identitások miatt a végösszeg nagyobb lehet 100%-nál). Vallásuk szerint 45,8% volt római katolikus, 6,1% református, 0,6% evangélikus, 11,2% felekezeten kívüli (34,6% nem válaszolt).

## Turizmus
Pusztaberki tagja a Sugárkankalin Turisztikai Egyesületnek, melynek célja térség turizmusának fejlesztése, és természeti értékeinek bemutatása. A község a Palóc út egyik állomása is.

## Külső hivatkozások
Pusztaberki Önkormányzatának honlapja: http://pusztaberki.hu/
- Pusztaberki az utazom.com honlapján
- Pusztaberki az Ipoly-menti Palócok Honlapján